# قمام شجري
قِمَام شجريّ نوع من القِمام موطنه جنوب شرق وجنوب وسط الولايات المتحدة، من جنوب فِرجِنيَة غربًا إلى جنوب شرق نِبْرَسْكَة ، جنوبًا إلى فلوريدا وشرق تكساس، ومن الشمال إلى إلينوي.

## الوصف
شجيرة (نادرًا ما تكون شجرة صغيرة) تعلو من ثلاثة إلى خمسة أمتار وتعرض 35 سم. أوراقه أبيدة في نطاقه الجنوبي، ولكنها نفضية إلى الشمال حيث يكون الشتاء أكثر برودة، بيضاوية الشكل مع قمة حادة ، تطول من 3 إلى 7  سم وتعرض من 2 إلى 4 سم، حتارها ناعم أو مسنن جدًا. ينمو على الكثبان الرملية ، والأراجيح الشبكية ومنحدرات التلال الجافة، والمروج وفي الغابات الصخرية. ينمو أيضًا في مجموعة متنوعة من المواقع الرطبة مثل الأراضي السفلية الرطبة وعلى طول ضفاف الخور. 
الزهور بيضاء جرسية طولها يرواوح من 3إلى 4 مم خماسية الفصوص شمراخية التجميع تطول حتى عددها إلى 5 سم. الثمرة توت جاف مستدير حوالي 6 مم تبدأ خضراء تسود عند النضج مرة الطعم لكنها مأكولة.  تؤكل من قبل العديد من الحيوانات البرية. 

## معرِض الصور

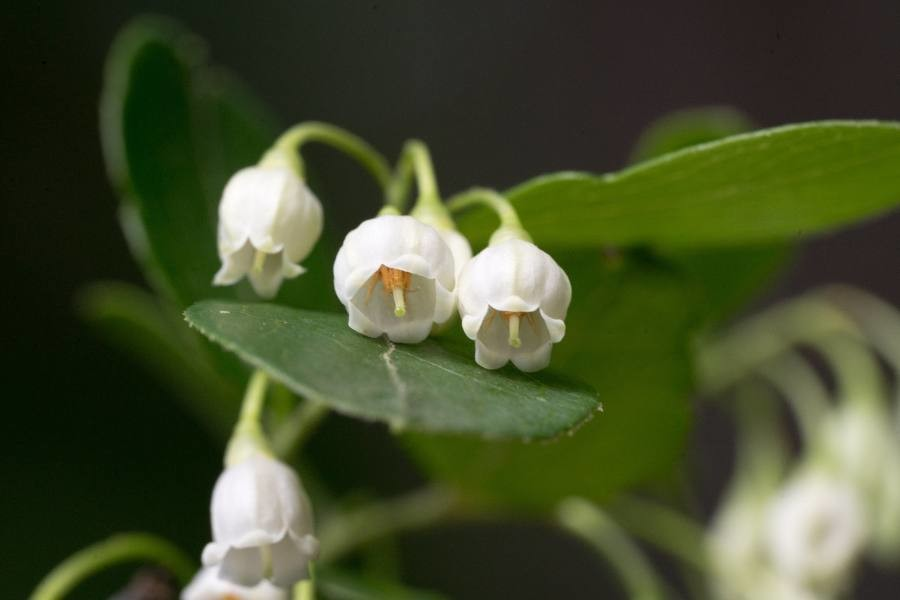
الأزهار
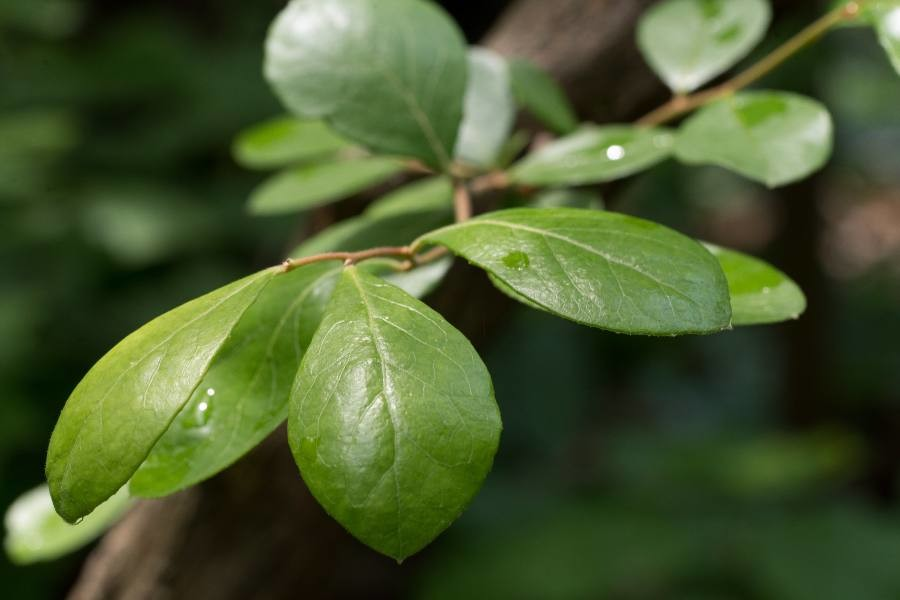
الأوراق اشجار
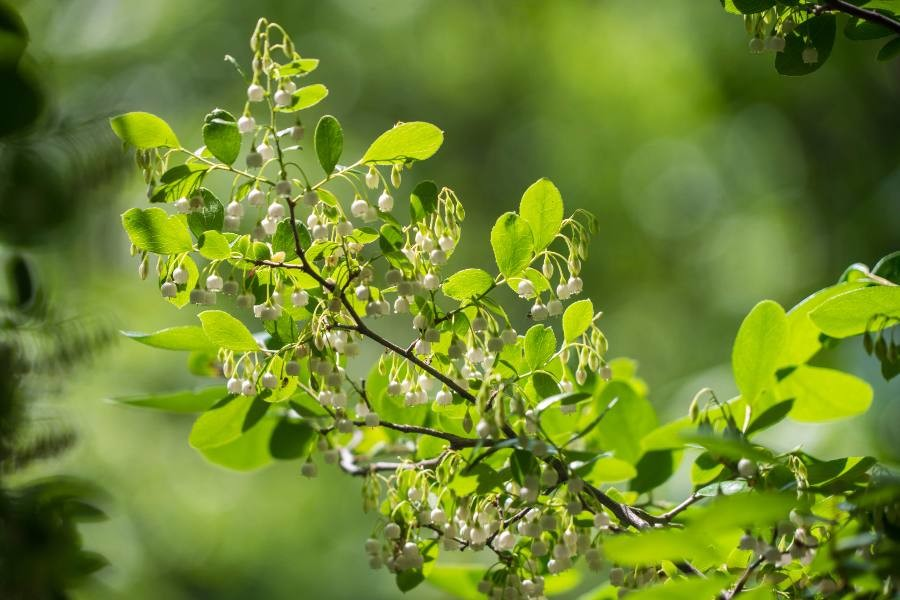
فنان